# Vicin
Vicin [2,4-Diamino-6-oxypyrimidin-5-(β-D-glucopyranosid)] ist ein Amino-Pyrimidinglykosid, das zusammen mit dem hydroxylierten Convicin u. a. in der Ackerbohne (Vicia faba) vorkommt. Vicin und Convicin sind über ihre Aglycone Divicin und Isouramil giftig für Personen, die einen erblich bedingten Glucose-6-phosphat-Dehydrogenase-Mangel aufweisen. Diese können in Betroffenen eine hämolytische Anämie verursachen, den so genannten Favismus. Die natürliche Bildung von Vicin in Vicia faba konnte bisher nicht nachvollzogen werden.

## Vorkommen
Vicin kommt in Ackerbohnen und in Saat-Platterbsen vor. Ackerbohnen sind insbesondere im Mittelmeer- und arabischen Raum als Delikatesse verbreitet, gewinnen aber insbesondere als Basis von Fleischersatzprodukten in Deutschland zunehmend an Verbreitung.
Die Vicin-Konzentration von Ackerbohnen beträgt durchschnittlich 5 mg/g Trockengewicht. Durch in den Bohnen aktive Glucosidasen entsteht aus dem enthaltenen Vicin das Aglycon Divicin. Saat-Platterbsen werden in dürre- und hungeranfälligen Regionen Asiens und Ostafrikas häufig als "Versicherungspflanze" für den menschlichen Verzehr und als Viehfutter angebaut wird, wenn andere Pflanzen nicht gedeihen, obwohl die Gesundheitsrisiken des Verzehrs bekannt sind. Vicin bzw. Divicin sind zumindest teilweise für die Giftwirkung dieser Hülsenfrucht verantwortlich.

## Geschichte
Vicin wurde erstmals im Jahr 1870 aus den Samen von Futterwicken isoliert, indem mit Schwefelsäure extrahiert und mit Quecksilbersulfat  ausgefällt wurde. Später wurde Vicin auch in anderen Vicia-Arten wie Ackerbohnen und Erbsen-Wicken nachgewiesen, aber auch in anderen Arten wie Saat-Platterbsen. Die chemische Struktur der Verbindung wurde schrittweise ermittelt. Zunächst wurde 1896 die glykosidische Natur der Verbindung erkannt. Im selben Jahr wurde das Aglykon des Vicins, Divicin, isoliert. Zu Beginn des 20. Jahrhunderts wurde die Pyrimidinstruktur nachgewiesen. Trotz dieser anfänglichen Erfolge wurde die korrekte Formel von Vicin erst 1953 bestimmt.

## Metabolismus
Vicin selbst ist im Körper inaktiv. Wird Vicin über die Nahrung aufgenommen, hydrolisiert die Darmmikroflora die β-glykosidische Bindung zwischen dem Glukoseteil und der Hydroxylgruppe am C5 des Pyrimidinrings. Dabei entsteht das hochreaktive, freie Radikale erzeugende Aglykon Divicin (2,6-Diamino-4,5-dihydroxypyrimidin). Divicin weist ein hohes Oxidationspotential für Glutathion auf und wird über das Darmepithel ins Blut und die Erythrozyten aufgenommen. Divicin bzw. von diesem gebildete reaktive Sauerstoffspezies werden in den Erythrozyten von Glutathion reduziert. Glutathion wird durch das vom Enzym Glucose-6-Phosphat-Dehydrogenase bereitgestellte NADPH regeneriert.

## Physiologische Wirkung beim Menschen
Toxische Nebenwirkungen treten fast ausschließlich bei Menschen auf, die an einem Glucose-6-phosphat-Dehydrogenase-Mangel (G6PD-Mangel, Favismus) leiden. Dieser verursacht einen Mangel an Glutathion in den Erythrozyten, da Glutathion für die Neutralisierung der reaktiven Sauerstoffspezies benötigt wird, welche durch das stark reduzierende Divicin gebildet werden.
Personen mit G6PD-Mangel sind sehr häufig asymptomatisch. Allerdings können sehr plötzlich lebensbedrohliche Anfälle von akuter hämolytischer Anämie auftreten. Anzeichen für solch einen plötzlichen Anfall von Favismus sind dunkler Urin, Blässe, Gelbsucht, Bauchschmerzen und in den meisten Fällen Fieber.

## Physiologische Wirkung bei Tieren
Eine Diät mit 10 g Vicin/kg Körpergewicht bei Legehennen führte zu einer verringerten Futteraufnahme, einem geringeren Eigewicht, einem geringeren Hämoglobingehalt und einer geringeren Fruchtbarkeit sowie zu einer Erhöhung des Lebergewichts, des Leberglutathionspiegels und der Plasmalipidspiegel. Eine Ernährung mit vergleichbaren Vicinmengen pro kg  Körpergewicht bei Schweinen zeigte nur geringe Auswirkungen auf die Verdauung von Proteinen und Kohlenhydraten.
In einer anderen Studie wurden Lege- und Masthühner mit Körnern gefüttert, die unterschiedlich lange eingeweicht waren, wodurch das Vicin teilweise oder vollständig entfernt wurde. Hennen, die Körner erhalten hatten, in denen sich noch Vizin befand, wiesen einen signifikanten Rückgang des korpuskularen Hämoglobins auf, während dies bei der Vergleichsgruppe nicht der Fall war.
Eine In-vivo-Studie an Ratten zeigte, dass die orale Verabreichung von Vicin nur zu einer geringen Verringerung der Glutathionkonzentration und zu keiner erhöhten Sterblichkeit führte. Die intraperitoneale-Verabreichung hingegen führte zu einem raschen Abfall des Glutathions, gefolgt vom Tod aufgrund von Anoxie.